# Берковський Владислав Георгійович
Владислав Георгійович Берковський (нар.  25 листопада 1977, Одеса)  — дослідник економічної історії України XV—XVII століття, фахівець з державної політики в сфері охорони культурної спадщини, джерелознавець, архівіст, кандидат історичних наук. Дійсний член (академік) Української академії геополітики та геостратегії (2024).

## Життєпис
У 2000 закінчив гуманітарний факультет Національного Університету «Острозька академія» . 1999—2000 — вчитель історії та правознавства в ЗОШ№ 6 та технічній гімназії місто Славута Хмельницької області 2000—2004 — аспірант при кафедрі історії України ОДУ імені І. І. Мечникова.
У 2001—2006 у Польщі навчався у аспірантурі при кафедрі історії XVI—XVIII століття Інституту історії [Архівовано 26 серпня 2021 у Wayback Machine.] Університету Марії Кюрі-Склодовської в Любліні, стажувався при кафедрі історії виховання та порівняльної педагогіки Інституту Педагогіки Університету Марії Кюрі-Склодовської в Любліні, викладав історію України у загальноосвітньому ліцеї імені І. Я. Падеревського в місті Люблін, Польща.
2006 р. при Інституті Історії Університету Марії Кюрі-Склодовської в Любліні захистив дисертацію доктора гуманітарних наук «Handel Wołynia od początku XVI do połowy XVII wieku» («Торгівля Волині з початку XVI до середини XVII століття») (науковий керівник — професор Вітольд Клачевський).
У 2006—2009 працює керівником Виставкового центру Державного комітету архівів України та Центральних державних архівів України при Центральному державному архіві вищих органів влади та управління України (Київ, Україна).
З 2008 по 2009 — голова науково-методичної ради ЦДАВО України.
У 2010—2015 — директор Центрального державного архіву зарубіжної україніки (Київ, Україна).
У 2015—2021 — директор Центрального державного кінофотофоноархіву України ім. Г. С. Пшеничного (Київ, Україна).
З червня 2021 по червень 2024 - Виконавчий директор Українського культурного фонду.
У лютому 2012 закінчив Національну академію державного управління при Президентові України за спеціальністю «Управління суспільним розвитком». Магістерська робота — «Аналіз державної політики в архівній сфері України».
З 2010 по 2015 — голова Ради директорів центральних державних архівних установ України.
З 1996 — член Острозького науково-краєзнавчого товариства імені князів Острозьких, з 2006 — Українського Геральдичного Товариства, з 2001 — Центру дослідження історії Поділля Інституту історії України НАН України.
Автор понад 150 наукових праць, в тому числі 1 монографія, 2 колективні монографії, 2 підручники, 6 збірників документів.

## Праці
Автор праць:
- Студії з історії Славутчини / Acta Historica Slavutensis. Vol. I.— К., 2008;
- Волинська торгівля XVI — першої половини XVII ст. у польській історіографії // Наукові записки Національного університету «Острозька Академія»: Історичні науки. — Острог, 2003. — Вип. 3;
- Волинь у системі міжнародних торгових відносин кінця XV—початку XVI століття // Rocznik Europejskiego kolegium polskich i ukraińskich uniwersytetów.—Lublin, 2003.—Т. І;
- Ярмарки Волині як осередки внутрішнього, міжрегіонального та міжнародного ринків України (середина XVI—перша половина XVII ст.) // Дрогобицький краєзнавчий збірник. — Дрогобич, 2003. — Вип. VII;
- Джерела з історії польсько-українських торгових стосунків середини XVI — першої половини XVII ст. (на прикладі Волинського воєводства) // Південний архів. Історичні науки. — Херсон, 2004. — Вип. 16;
- Кредит і контракт в системі міжнародних та міжрегіональних торгових відносин Волинського воєводства (середина XVI —перша половина XVII ст.) // Український історичний збірник 2004 (Вип. 7). — Київ, 2004;
- Локальні ринки Волинського воєводства (XVI—першій пол. XVII ст.) // Сангушківські читання.—Львів, 2004;
- Розвиток системи мір та лічби у середині XVI — першій половині XVII ст. (на прикладі Волинського воєводства) // Записки історичного факультету / Одеський національний університет ім. І. І. Мечникова. Вип. 15. — Одеса, 2004;
- Handel Wołynia z Lubelszczyzną w XVI i pierwszej połowie XVII wieku // Res Historica. Z dziejów Lubelszczyzny w okresie od XVI do XVIII wieku. — Lublin, 2004. —Zesz.17;
- Sławuta jako rezydencja książąt Sanguszków od końca w. XVIII do początku w. XX // Zamojsko-wołyńskie zeszyty muzealne. T. II: Twierdzy kresowe Rzeczypospolitej. — Zamość, 2004;
- Матеріали у фондах архіву Сангушків до дослідження торгівлі Волинського воєводства початку XVII ст. // Наукові записки Інституту української археографії та джерелознавства ім. М. С. Грушевського.—Т. 10.—К., 2005;
- Типологія і структура митної системи Волині в кінці XV—першій половині XVII ст. // Вісник Академіїмитної служби України.—Дніпропетровськ, 2006. — № 1 (29);
- Історія міста Славута від заснування в 1633 до 1863 р. // Місто Хмельницький в контексті історії України. — Хмельницький-Кам'янець-Подільський, 2006;
- Основні тенденції дослідження історії економіки ранньомодерної Європи // Український історичний збірник 2006 (Вип. 9). — Київ, 2006;
- Struktury administracyjne komór celnych i mytnych na Wołyniu od XVI do połowy XVII wieku // Nad społeczeństwem staropolskim.—Białystok, 2007.—t. I: Kultura—Instytucje—Gospodarka w XVI—XVIII stuleciu;
- Rozwój systemów miar na Wołyniu w XVI i pierwszej połowie XVII wieku // Człowiek wobec miar i czasu w przeszłości. — Kraków, 2007;
- Wołyńsko-gdańskie kontakty handlowe w XVI — pierwszej połowie XVII wieku // Acta historica universitatis Klaipedensis. —Klaipėda, 2007.—Vol. XIV: Baltijos regiono istorija ir kultūra: Lietuva ir Lenkija. Socialin istorija, kultūrologija;
- Działalność gospodarcza Sanguszków na Wołyniu w XVIII i XIX wieku. Latyfundium sławuckie // Wokół Sanguszków. Dzieje—sztuka—kultura.—Tarnów, 2007.
- Україна і Литва в XIV—XVI століттях. Політико-правові та соціально-економічні аспекти [Архівовано 7 листопада 2017 у Wayback Machine.] / Відп. ред. Смолій В. А. Авт. кол.: Берковський В. Г., Блануца А. В., Ващук Д. П., Гурбик А. О., Черкас Б. В. [НАН України. Інститут історії України]. — Луцьк: ПрАТ «Волинська обласна друкарня», 2011. — 256 с.;
- Колективізація та антиколгоспна боротьба на Славутчині: передумови та перебіг подій // Реабілітовані історією: У двадцяти семи томах. Хмельницька область. — Кн. 4. — Хмельницький, 2012. — C.174-183
- «Радянське господарювання» на Славутчині в 1932—1933 рр. // Збереження національної ідеї та національної самосвідомості українського народу в контексті трагічних подій ХХ століття: зб.наук.пр. — Хмельницький: Вид-во ХІ МАУП, 2013. — Вип.VI. — С.17-23
- Русь і Велике князівство Литовське. Книга з історії для дітей молодшого та середнього шкільного віку. — К., 2014. — 16 С.
- Золота доба українського лицарства. Військо та зброя. Політика і право. Економіка й торгівля. Персоналії. Харків: Книжковий клуб «Клуб Сімейного Дозвілля», 2018. (співавтор)

## Археографічні видання
- «Ми б'ємо в Великий дзвін». Голодомор 1932—1933 років очима української діаспори. Документи з фондів ЦДАВО України. — К., 2008 (упорядник, автор приміток);
- Пантелеймон Петрович Гудзенко (1907—1994): історик, архівіст, археограф і організатор науки. (Збірник на пошану вченого з нагоди 100-річчя від дня народження і 90-річчя архівної справи в Україні).—К., 2009 (член редколегії, упорядник);
- Історія великих страждань. Нацистські табори для радянських військовополонених у м. Славуті на Хмельниччині: дослідження, документи, свідчення / Упорядн.: В. Г. Берковський, О. П. Білоус, Т. В. Пастушенко, В. І. Смірнова. Ред. кол.: В. М. Литвин, В. А. Смолій, І. П. Ковальчук, Л. В. Легасова (кер. проекту), О. Є. Лисенко (наук. ред.), І. К. Патриляк, М. Ю. Шевченко. НАН України. Інститут історії України; Меморіальний комплекс «Національний музей історії Великої Вітчизняної війни 1941—1945 років». — К., 2011. — 348 с.
- Славута. Заснування та походження. Зб. документів / Acta Historica Slavutensis. Vol. II. — К.-Хмельницький, 2012 (упорядник та автор передмови)
- Колективізація та голодомор на Славутчині. Зб. документів [Архівовано 7 лютого 2017 у Wayback Machine.] / Acta Historica Slavutensis. Vol. VII. — К.-Хмельницький, 2013 (упорядник та автор передмови).
- Життя в окупації. Славута і Славутчина в 1941—1943 рр. Зб. документів [Архівовано 7 листопада 2017 у Wayback Machine.] / Acta Historica Slavutensis. Vol. ХІ. — К.-Хмельницький, 2014 (упорядник та автор передмови).
- Джерела до історії партизанського з'єднання ім. Ф. М. Михайлова. Зб. документів [Архівовано 12 липня 2017 у Wayback Machine.] / Acta Historica Slavutensis. Vol. VIII. — К.-Хмельницький, 2015 (упорядник та автор передмови).
- Націоналістичний рух Опору на півночі Хмельниччини (1943—1948). Зб. документів / упор., передм. та комент. В. Г. Берковського та В. М. Ковальчука / Acta Historica Slavutensis. Vol. IX. — К.-Хмельницький, 2016 (упорядник та автор передмови).
- Уряди України: на шляху відновлення та утвердження державності. Фотолітопис до 100-річчя з дня утворення першого українського уряду (1917—2017 рр.) / за ред. Берковського В. та інш. — К., 2017 (член редколегії, упорядник);